# Bitwa nad Palmdale

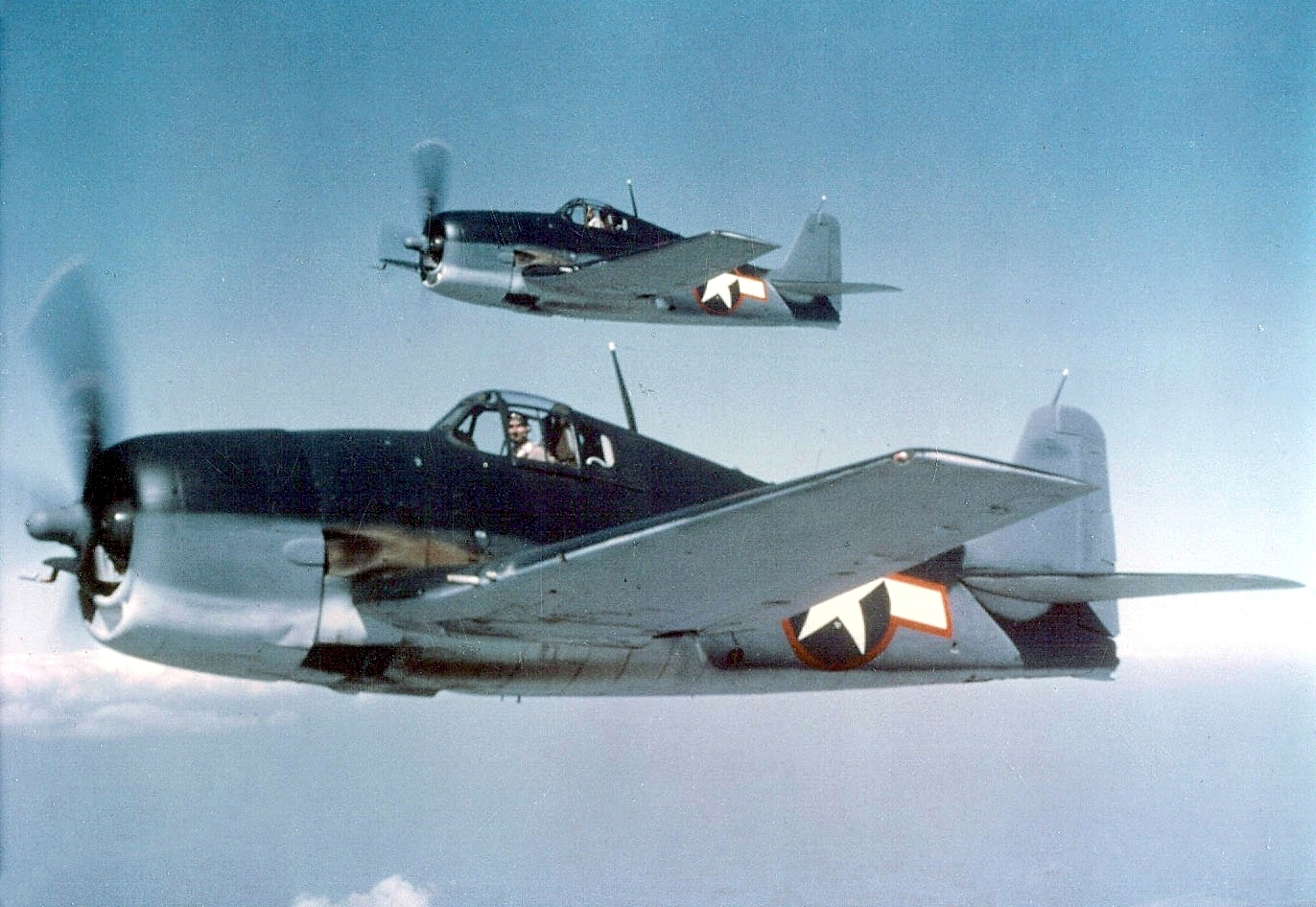
Hellcaty

Bitwa nad Palmdale – ironiczna nazwa zdarzenia z udziałem bezzałogowego samolotu-celu, do którego doszło 16 sierpnia 1956 roku.
W ramach zaplanowanych ćwiczeń strzeleckich latający samolot-cel Grumman F6F Hellcat wystartował 16 sierpnia 1956 roku o godz. 11:36 z kalifornijskiego lotniska Naval Air Station Point Mugu. Kierowana radiowo maszyna została skierowana nad ocean, gdzie miała zostać zestrzelona w czasie ćwiczeń. Na skutek awarii łączność radiowa została zerwana, a pozbawiony kontroli samolot zmienił kurs i poleciał w kierunku Los Angeles.
W celu przechwycenia samolotu w pobliskiej bazie Oxnard będącej miejscem stacjonowania 437. Eskadry Myśliwców Przechwytujących poderwano awaryjnie parę myśliwców F-89 Scorpion wyposażonych w 104 rakiety Mk4 FFAR Mighty Mouse każdy. Piloci myśliwców przechwycili drona i podjęli próbę zestrzelenia celu, jednak bez powodzenia. Pierwsza salwa 84 rakiet nie trafiła w cel, nieskuteczna okazała się także druga salwa 64 rakiet. Niektóre z nich trafiły w cel, ale przeszły przez niego bez detonacji. Ostatnia salwa 60 rakiet również nie trafiła w cel, a pozbawione amunicji maszyny musiały wrócić do bazy.
Część niecelnych rakiet spadła na lasy, wywołując pożary na 350 akrach, część spadła w rejonie składu paliwa rafinerii, doprowadzając do eksplozji. Dzięki wysiłkowi strażaków udało się natomiast uniknąć dotarcia ognia do fabryki materiałów wybuchowych. Ponadto część pocisków spadła na farmy i centrum miasta Palmdale. Pomimo dużych zniszczeń w mieście i okolicznej przyrodzie, nie było ofiar śmiertelnych incydentu. Sam dron po wyczerpaniu paliwa spadł, niszcząc jedynie linię wysokiego napięcia. Szczątki maszyny odkryto dopiero w 1997 roku. Doświadczenia ze zdarzenia posłużyły do sformułowania zaleceń dla marynarki, która miała zachowywać szczególną ostrożność podczas misji z bezzałogowcami.